# 舊國家美術館
舊國家美術館（也譯舊國家畫廊）是一座位于德国柏林博物馆岛的美术馆。該建築於1862年至1876年由普魯士國王腓特烈·威廉四世根據弗里德里希·奧古斯特·施圖勒和海因里希·斯特拉克的新古典主義和文藝復興風格的設計而造。該建築的外樓梯設有腓特烈·威廉四世紀念碑。
舊國家美術館主要展出柏林国立博物馆的古典主义、浪漫主义、畢德麥德、印象主义及早期现代主义艺术作品。1999年，該博物館作为博物馆岛的一部分被聯合國教科文組織列入世界遗产。

## 建筑
旧国家画廊与柏林旧博物馆、柏林新博物馆、博德博物馆、佩加蒙博物館、柏林大教堂、露斯特花园一起构成了柏林博物馆岛的國家美術館群。它坐落在岛的中部，介于柏林城市铁路和博德街东侧之间。它的的北侧是佩加蒙博物館和柏林新博物馆，南侧是柏林旧博物馆和柏林主教座堂。建筑由Friedrich August Stüler设计，建筑师Carl Busse负责建筑设计的细节。建筑的风格糅合了古典主义晚期和早期新文艺复兴建筑的风格，旨在体现艺术、国家和历史的统一。因此建筑的后殿具有教堂的特点，建筑的大台阶具有剧院的特征。在大台阶的顶端有一座弗雷德里克·威廉四世的骑马雕像和建筑内部阶梯上的带状装饰是由奥托·格耶创作的从史前时代至19世纪的德国历史。建筑的外部装饰认保留了其原有的面貌，内部为与展品风格相适应经过多次整修。

## 收藏
旧国家画廊收藏的作品包括新古典主义和浪漫主义（画家卡斯帕·弗里德里希、卡尔·弗里德里希·申克尔），比德迈厄、法国印象主义（画家爱德华·马奈、克洛德·莫奈）早期现代主义（阿道夫·冯·门采尔、马克思·利伯曼、路易斯·科林斯）艺术作品。重要的展品有卡斯帕·弗里德里希的画作海边的僧侣、冯·门采尔的轧钢厂。